# Den moderna suffragetten
Den moderna suffragetten är en svensk kort dramafilm från 1913, skriven av skådespelarna Mauritz Stiller och Lili Ziedner och i regi av Mauritz Stiller.
Filmen premiärvisades 15 december 1913 på biograf Röda Kvarn i Stockholm. Den filmades av Julius Jaenzon och Hugo Edlund vid Svenska Biografteaterns ateljé på Lidingö med exteriörer från Strandvägen i Stockholm.

## Rollista (i urval)
- Lili Ziedner – Lili, suffragett
- Richard Lund – Hennes man
- Stina Berg – Hennes piga
- Doris Nelson – Lilis väninna
- Eric Lindholm – Hennes man
- Tyra Leijman-Uppström – Hennes piga
- William Larsson – Polis
- Jenny Tschernichin-Larsson – Miss Spratt
- Georg Grönroos – Vaktmästare vid suffragettmötet